# Martin Evans
Martin John Evans, född 1 januari 1941 i Stroud i Gloucestershire i England, är en brittisk genetiker. Han är professor i mammal genetik vid Cardiff University i Wales. 
Evans tilldelades 2007 års Nobelpris i fysiologi eller medicin tillsammans med Mario Capecchi och Oliver Smithies, för deras upptäckter av ”principer för att introducera specifika förändringar av gener i möss med användning av embryonala stamceller.”
Deras upptäckter har gett upphov till en kraftfull teknik, så kallad riktad genmodifiering i möss, som möjliggjort både framsteg inom grundforskning och utveckling av en rad nya sjukdomsterapier. Tekniken gör det möjligt att producera så kallade knockoutmöss vars arvsmassa modifierats på i princip godtyckligt sätt, så att man därigenom kan fastställa enskilda geners betydelse för hälsa, åldrande och sjukdomar. Detta har resulterat i hundratals djurmodeller för mänskliga sjukdomar, såsom hjärt-kärlsjukdomar, neurodegenerativa sjukdomar, diabetes och cancer.
Vid genmodifieringen utgår man från embryonala stamceller från en musstam, modifierar dessas DNA med hjälp av retrovirus och injicerar dem i musembryon från en annan musstam. Detta ger upphov till så kallade mosaikmöss med celler från båda stammarna. Mosaikmössen korsas med normala möss och ger upphov till både genetiskt förändrad och normal avkomma. Genom att studera egenskaperna hos avkomman kan man fastställa de olika genernas betydelse och funktion i musen. 
2001 tilldelades han Albert Lasker Basic Medical Research Award.